# La Malédiction du Rogue
La Malédiction du Rogue (titre original : Lord Foul's Bane) est le premier roman de la série Les Chroniques de Thomas Covenant écrite par Stephen R. Donaldson. Il est suivi par La Retraite maudite.

## Résumé
Écrivain à succès, Thomas Covenant mène une vie de famille tranquille et heureuse, jusqu'au jour où il tombe malade. Après consultation, le verdict tombe, incroyable et terrifiant : il a la lèpre. Les conséquences sont dramatiques. À cause du risque de contagion, il est rejeté par tous, voisins, amis, et sa femme le quitte en emmenant leur fils. Il doit apprendre à vivre seul avec sa maladie. Un jour qu'il est allé faire un tour en ville, il se fait renverser par une voiture... et se retrouve «projeté» dans un monde parallèle, le Fief, pays de légende où règnent surnaturel et magie blanche. Commence alors pour Thomas Covenant une aventure épique, à laquelle rien ne le préparait. Il est investi d'une mission, celle de sauver tout un peuple du chaos et de la destruction. Aux côtés des stèlagiens, des sylvestres, des géants et des ranyhin, il devra affronter le Rogue et ses forces du mal qui ont juré la perte du Fief.

## Divers
- Le second vers d'un poème qu'on peut entendre dans «To Live is To Die», morceau du groupe Metallica, («These are the pale deaths which men miscall their lives»), provient d'un poème figurant dans le roman de Donaldson et qu'il attribue à Thomas Covenant[1]. Il a été vraisemblablement emprunté à l'auteur par Cliff Burton, bassiste du groupe, décédé peu avant l'enregistrement de ce morceau dont il avait composé la ligne de basse[2]. Ce court poème de 4 vers avait été dans un premier temps attribué à tort dans son intégralité à Burton par le groupe.